# Anthonotha fragrans
Anthonotha fragrans là một loài thực vật có hoa trong họ Đậu. Loài này được (Baker f.) Exell & Hillc. miêu tả khoa học đầu tiên.